# 陽本麻優
陽本 麻優（ようもと まゆ、1998年6月10日 - ）は、日本の女子バスケットボール選手である。ポジションはポイントガード。

## 来歴
静岡県出身。
浜松開誠館高校、奈良学園大で全国大会を経験。
2021年、新潟アルビレックスBBラビッツに加入。
2024年、姫路イーグレッツに移籍。
2025年、姫路を退団。